# Luca Bizzarri
Pour les articles homonymes, voir Bizzarri.
Luca Bizzarri, né le 13 juillet 1971  à Gênes, est un acteur et présentateur de télévision italien, surtout connu pour le duo Luca e Paolo (it) formé avec son ami Paolo Kessisoglu.

## Filmographie partielle
- 1999 : E allora mambo! (it) de Lucio Pellegrini
- 2000 : Tandem (it) de Lucio Pellegrini
- 2000 : Le follie dell'imperatore (titre original The Emperor's New Groove) de Mark Dindal : Kuzco (voix)
- 2002 : La foresta magica (it) de Manolo Gómez, Ángel de la Cruz (voix)
- 2005 : ...e se domani (it)  de Giovanni La Parola
- 2008 : Astérix aux Jeux olympiques de Frédéric Forestier et Thomas Langmann
- 2008 : La Fée Clochette de Bradley Raymond (voix)
- 2009 : Clochette et la Pierre de lune de Klay Hall (voix)
- 2010 : Clochette et l'Expédition féerique de Bradley Raymond (voix)
- 2013 : Colpi di fortuna de Neri Parenti